# Agonac
Agonac é uma comuna francesa na região administrativa da Nova Aquitânia, no departamento Dordonha.